# Floriana Football Club 2019-2020
Questa voce raccoglie le informazioni riguardanti il Floriana Football Club nelle competizioni ufficiali della stagione 2019-2020.

## Maglie e sponsor
| Casa | Trasferta |

Sponsor ufficiale: Guess, Scotts Supermarket

Fornitore tecnico: Joma

## Rosa
| N. |                      | Ruolo | Calciatore         |
| -- | -------------------- | ----- | ------------------ |
| 1  | Malta (bandiera)     | P     | Andrea Cassar      |
| 5  | Senegal (bandiera)   | D     | Moustapha Beye     |
| 6  | Argentina (bandiera) | D     | Enzo Ruiz          |
| 7  | Brasile (bandiera)   | C     | Diego Silva        |
| 8  | Malta (bandiera)     | C     | Clyde Borg         |
| 9  | Albania (bandiera)   | C     | Kristian Keqi      |
| 10 | Argentina (bandiera) | C     | Ulises Arias       |
| 11 | Malta (bandiera)     | C     | Brandon Paiber     |
| 12 | Nigeria (bandiera)   | P     | Ini Akpan          |
| 14 | Italia (bandiera)    | C     | Stefano D'Agostino |
| 15 | Malta (bandiera)     | D     | Isac Galea         |

| N. |                      | Ruolo | Calciatore        |
| -- | -------------------- | ----- | ----------------- |
| 16 | Malta (bandiera)     | C     | Bradley Sciberras |
| 17 | Malta (bandiera)     | D     | Jurgen Pisani     |
| 20 | Argentina (bandiera) | C     | Matías García     |
| 21 | Argentina (bandiera) | A     | Augusto Cáseres   |
| 22 | Malta (bandiera)     | D     | Alex Cini         |
| 23 | Malta (bandiera)     | C     | Kurt Theuma       |
| 24 | Malta (bandiera)     | P     | Justin Spiteri    |
| 77 | Argentina (bandiera) | D     | Alejandro Gariza  |
| 94 | Malta (bandiera)     | C     | Ryan Camenzuli    |
| 99 | Brasile (bandiera)   | A     | Tiago Adan        |